# 施泰尔贝格
施泰尔贝格是德国下萨克森州的一个市镇。总面积101.92平方公里，总人口5226人，其中男性2588人，女性2638人（2011年12月31日），人口密度51人/平方公里。